# Heeramandi: The Diamond Bazaar
Heeramandi: The Diamond Bazaar (Hindi हीरामंडी: द डायमंड बाज़ार) ist eine indische Fernsehserie, die von Sanjay Leela Bhansali geschaffen wurde und auf einer Idee von Moin Baig beruht. Die Serie wurde am 1. Mai 2024 weltweit auf Netflix veröffentlicht.
Die Serie wurde von Netflix für eine zweite Staffel verlängert.

## Handlung

### Staffel 1
Angesiedelt in den 1940er Jahren, zu einer Zeit, in der eine Unabhängigkeitsbewegung bestrebt ist, Indien von der Kolonialherrschaft durch das britische Weltreich zu befreien, erzählt die Serie Heeramandi: The Diamond Bazaar vom Leben, den Verstrickungen und dem Schicksal der Kurtisanen im Basar- und Rotlichtviertel von Lahore, auch bekannt als Heera Mandi, während sich ein Volksaufstand zusammenbraut, der schwerwiegende Folgen haben könnte.

## Besetzung und Synchronisation
Die deutschsprachige Synchronisation entstand nach den Dialogbüchern von Matthias Lange und Vasanthi Kuppuswamy sowie unter der Dialogregie von Matthias Lange durch die Synchronfirma FFS Film- & Fernseh-Synchron in Berlin.
| Rolle                            | Schauspieler           | Synchronsprecher             |
| -------------------------------- | ---------------------- | ---------------------------- |
| Mallikajaan                      | Manisha Koirala        | Katharina Spiering           |
| Mallikajaan (jung)               | Abha Ranta             | Gabrielle Pietermann         |
| Fareedan / Rehana                | Sonakshi Sinha         | Katharina Schwarzmaier       |
| Fareedan (jung)                  | Amreen                 | Nihal Görgülü                |
| Bibbojaan „Bibbo“                | Aditi Rao Hydari       | Alice Bauer                  |
| Lajwanti "Lajjo"                 | Richa Chadha           | Flavia Vinzens               |
| Waheeda                          | Sanjeeda Sheikh        | Patrizia Carlucci            |
| Waheeda (jung)                   | Vaishnavi Ganatra      | Marie Düe                    |
| Alamzeb                          | Sharmin Segal          | Derya Flechtner              |
| Tajdar Baloch                    | Taha Shah Badussha     | Konrad Bösherz               |
| Ashfaq Baloch                    | Ujjwal Chopra          | Romanus Fuhrmann             |
| Phatto                           | Jayati Bhatia          | Tanja Fornaro                |
| Phatto (jung)                    | Simran Suri            | Vivien Gilbert               |
| Satto                            | Nivedita Bhargava      | Frauke Poolman               |
| Satto (jung)                     | Avantika Ganguly       | Emily Gilbert                |
| Ustaadji                         | Indresh Malik          | Rainer Fritzsche             |
| Qudsia Begum                     | Farida Jalal           | Sabina Trooger               |
| Saima                            | Shruti Sharma          | Celina Gaschina              |
| Alastair Cartwright              | Jason Shah             | Florian Clyde                |
| Nawaz                            | Abhishek Deswal        | Valentin Stilu               |
| Samuel Henderson                 | Mark Bennington        | Matthias Klie                |
| Hamid Mohsin Ali                 | Anuj Sharma            | Samuel Zekarias              |
| Fürst Zulfikar                   | Shekhar Suman          | Thomas Schmuckert            |
| Fürst Zulfikar (jung)            | Adhyayan Suman         | Jeremias Koschorz            |
| Fürst Zorawar Ali Khan           | Adhyayan Suman         | David Brizzi                 |
| Fürst Wali Bin Zayed-Al Mohammad | Fardeen Khan           | Georgios Tzitzikos           |
| Farooq Niyazi                    | A. M. Turaz            | Jaron Löwenberg              |
| Joseph Burston                   | David Michael Harrison | Dennis Herrmann              |
| Balraj                           | Rohit Pachauri         | Vlad Chiriac                 |
| Iqbal                            | Rajat Kaul             | Bernd Egger                  |
| Gunther                          | Ashton Bessette        | Jan Andreesen                |
| Shama                            | Pratibha Ranta         | Lana Finn Marti              |
| Jumman                           | Vipin Nadkarni         | Axel Strothmann              |
| Chaudhary                        | Nasir Khan             | Bernhard Völger              |
| Gurbaksh                         | Bharti Singh           | Julia Biedermann             |
| Kartar Kaur                      | Simran Gangwani        | Juliane Schöttler            |
| Zakir                            | Sachin Khurana         | André Röhner                 |
| Feroze                           | Pankaj Bhatia          | Paul Matzke                  |
| Fatima                           | Sakshi Gopal           | Anne Düe                     |
| Nasreen                          | Natasha Rastogi        | Vasanthi Kuppuswamy          |
| Phuphi                           | Anju Mahendru          | Agnes Hilpert                |
| Richter                          | Shashi Mishra          | Mathias Kunze                |
| Saif Siddiqui                    |                        | Jonas Lauenstein             |
| John                             |                        | Thaddäus Meilinger           |
| Safeena                          |                        | Susanne Szell                |
| Qureshi                          |                        | Armin Schlagwein             |
| Hussain                          |                        | Andreas Conrad               |
| Nafisa                           |                        | Judith von Radetzky          |
| Rizwan                           |                        | Richard Lingscheidt          |
| Hausmädchen der Familie Baloch   |                        | Isabelle Höpfner             |
| Dienstmädchen von Mallikajaan    |                        | Eleni Möller-Architektonidou |
| Onkel von Tajdar                 |                        | Boris Tessmann               |
| Freundin von Qudsia              |                        | Marina Erdmann               |
| Clothier                         |                        | Alberto Ruano                |
| Hotelmanager                     |                        | Benjamin Stöwe               |
| Verkäufer                        |                        | Felix Isenbügel              |
| Polizist #1                      |                        | Rüdiger Kluck                |

## Episodenliste

### Staffel 1
| Nr. (ges.)                                                                         | Nr. (St.) | Deutscher Titel                               | Originaltitel            |
| ---------------------------------------------------------------------------------- | --------- | --------------------------------------------- | ------------------------ |
| 1                                                                                  | 1         | Mallikajaan: Die Königin von Heeramandi       | मल्लिका जान: हीरामंडी की रानी       |
| 2                                                                                  | 2         | Fareedanjaan: Der Herausforderer kehrt zurück | फ़रीदन जान: एक पुरानी चुनौती      |
| 3                                                                                  | 3         | Waheedajaan: Fürs Leben gezeichnet            | वहीदाजान - गहरे ज़ख्म          |
| 4                                                                                  | 4         | Alamzeb: Der unschuldige Spielball            | आलमज़ेब: मासूम सा मोहरा         |
| 5                                                                                  | 5         | Tajdar: Das Dilemma des Liebhabers            | ताजदार: इश्क की कशमकश        |
| 6                                                                                  | 6         | Tajdar und Alamzeb: Nation gegen Liebe        | ताजदार और आलमज़ेब: वतन या इश्क |
| 7                                                                                  | 7         | Bibbojaan: Lang lebe die Revolution           | बिब्बोजान - इंकलाब ज़िंदाबाद        |
| 8                                                                                  | 8         | Heeramandi: Der Schwanengesang                | हीरामंडी: आखिरी नज़राना           |
| Am 1. Mai 2024 wurden alle Episoden der ersten Staffel bei Netflix veröffentlicht. |           |                                               |                          |

### Staffel 2
| Nr. (ges.)                                                                                           | Nr. (St.) | Deutscher Titel | Originaltitel |
| --- | --------- | --------------- | ------------- |
| 9 | 1         | —               | —             |
| Zu einem noch unbekannten Datum werden alle Episoden der zweiten Staffel bei Netflix veröffentlicht. |           |                 |               |